# Shalako
Pour plus de détails, voir Fiche technique et Distribution.
Shalako est un western germano-britannique réalisé par Edward Dmytryk, sorti en 1968.

## Synopsis
Un groupe de chasseurs européens dirigé par un baron et une comtesse pénètre dans la réserve de chasse des Apaches et se retrouve en mauvaise posture. Ce comité de notables va alors recevoir l'aide d'un ancien colonel de l'armée surnommé « Shalako ».

## Fiche technique
Sauf indication contraire, les informations mentionnées dans cette section peuvent être confirmées par la base de données cinématographiques IMDb,  présente dans la section « Liens externes ».
- Réalisation : Edward Dmytryk
- Scénario : Clarke Reynolds, J. J. Griffith, Hal Hopper et Scott Finch,  d'après le roman de Louis L'Amour
- Musique : Robert Farnon
- Direction artistique : Herbert Smith (en)
- Costumes : Cynthia Tingey
- Photographie : Ted Moore
- Monteur : Bill Blunden (en)
- Production : Dimitri De Grunwald, Euan Lloyd, Hal Mason, Artur Brauner
- Sociétés de production : Palomar Pictures (en), Kingston Film Productions Ltd., Central Cinema Company Film
- Sociétés de distribution : Cinerama Releasing Corporation, Cedic (France)
- Durée : 113 minutes
- Pays de production :  Royaume-Uni,  Allemagne de l'Ouest  États-Unis
- Langue originale : anglais
- Format : Techniscope 2,35:1, son Mono (RCA Sound System)
- Procédé : couleur (technicolor)
- Date de sortie :
  - France : 4 décembre 1968
- Classification :
  - États-Unis : M/PG
- Affiche : Jean Mascii (France)

## Distribution
- Sean Connery (VF : Jean-Claude Michel) : Moses Zebulon « Shalako » Carlin
- Brigitte Bardot (VF : elle-même) : Comtesse Irina Lazaar
- Stephen Boyd (VF : Jacques Deschamps) : Bosky Fulton
- Jack Hawkins (VF : Louis Arbessier) : Sir Charles Daggett
- Peter van Eyck (VF : lui-même) : Baron Frederick Von Hallstatt
- Honor Blackman (VF : Paule Emanuele) : Lady Julia Daggett
- Woody Strode (VF : Henry Djanik) : Chato (chef apache)
- Eric Sykes (VF : Bernard Dhéran) : Mako
- Alexander Knox (VF : André Valmy) : sénateur Henry Clarke
- Valerie French (VF : Nadine Alari) : Elena Clarke
- Julián Mateos (VF : Gérard Hernandez) : Rojas
- Donald Barry (VF : Fernand Rauzena) : Buffalo

## Divers
- Dans la chanson Initials B.B. de Serge Gainsbourg, la ville espagnole d'Almería, qui est le lieu de leur rupture, est citée. Brigitte Bardot était partie y tourner Shalako et Serge Gainsbourg ne la reverra plus jamais après ce départ.